# Parapoynx andalusicum
Parapoynx andalusicum là một loài bướm đêm trong họ Crambidae.